# Dobovšek
Dobovšek je priimek več oseb:
- Bojan Dobovšek (*1962), kriminolog, prof., publicist, politik
- Fran Dobovšek (1876–1915), naravoslovec, preparator metuljev (lepidopterolog), fotograf
- Igor Dobovšek, izr. prof. za mehaniko FMF
- Marjan Dobovšek (1907–2003), geograf in športni organizator (Nm)
- Marjan Miro Dobovšek (*1953), fotograf in slikar
- Matej Dobovšek (*1990), smučarski skakalec
- Mira Dobovšek (1905–1994), specialna pedagoginja (tiflopedagoginja)
- Zala Dobovšek (*1983), teatrologinja, dramaturginja